# DUNS
DUNS（ダンズ、Data Universal Numbering System）は、アメリカの ダンアンドブラッドストリート（D&B）が管理している、企業コードの付与管理システム、並びに同システムによって各企業に付与された企業コードの名称。文書によってはD-U-N-SあるいはDUNSナンバーと表記することもある。
本項では区別のため、以下企業コード管理システムを指す場合はDUNS、企業コード自体を指す場合はDUNSナンバーと表記する。

## 概要
DUNSは元々1962年にD&Bが開発したもので、9桁の管理コードで企業を識別する。企業については本店・支店・単体事業所（支店を持たない企業等）の区分があるのが特徴で、複数の拠点がある企業については拠点ごとに別々のDUNSナンバーが付与される。D&Bでは、2009年時点で全世界200ヶ国以上において、2億件以上の事業所にDUNSナンバーを付与しているとしている。
DUNSナンバーは国際標準化機構（ISO）や米国標準協会（ANSI）など多くの標準化団体で標準企業コードとして認められているほか、RosettaNetやECALS（電子情報技術産業協会の運用するCALSシステム）など多くの電子商取引システムで企業識別コードとして広く採用されている。
日本では1994年に東京商工リサーチ（TSR）がD&Bと業務提携したのに伴い、1996年より同社が日本国内におけるDUNSの管理業務を請け負っている。TSRによるDUNSナンバーの新規付与は原則有料となるが、企業データベース構築の過程で自動的に付与されている場合もある。また、一度付与されたDUNSナンバーは自社及び自社との資本関係が50%超の親会社・子会社のものであれば無料で照会することができる。